# Ситуациона анализа
Ситуациона анализа се односи на скуп метода које менаџери користе за анализу интерног и екстерног окружења организација како би разумели способности организације, купце и пословно окружење. Ситуациона анализа се састоји од неколико метода анализе: 5Ц анализе, СВОТ анализе и Портеровог модела пет сила. Маркетинг план се прави како би помогао компанијама како да приближе предности својих производа потребама потенцијалних купаца. Ситуациона анализа је друга фаза маркетинг плана и то је кључна фаза у остваривању дугорочних односа са купцима.
Маркетинг План
- Увод
- Ситуациона анализа
- Циљеви
- Буџет
- Стратегија
- Извршавање
- Процена

Ситуациона анализа узима у обзир и факторе макро-окружења који утичу на многе фирме у оквиру окружењa као и факторе микро-окружења који изричито утичу на фирму. Сврха ситуационе анализе је да укаже компанији на положај организације и производа, као и свеукупан опстанак пословања, у оквиру окружења. Компаније морају бити у стању да резимирају шансе и проблеме у окружењу како би разумели своје могућности на тржишту.

## 5Ц анализа
Док се ситуациона анализа често назива и „3Ц анализа“, допуна до 5Ц анализе је омогућила фирмама да сакупе више информација о унутрашњим факторима, факторима макро и микро окружења. Анализа 5Ц сматра се једном од најкориснијих и најчешће коришћених начина за анализу тржишног окружења, због количине информација које пружа.

### Компанија
Анализа компаније укључује процену циљева, стратегија и способности компаније. Ови индикатори указују организацији на снагу пословног модела, да ли постоје области за побољшање, и колико се добро организација уклапа у екстерно окружење.
- Циљеви: Анализа мисије фирме, индустрије у којој послује и постављене циљеве који су потребни како би се остварила мисија.
- Положај: Анализа маркетинг стратегије и маркетинг микса.
- Учинак: Анализа о томе колико ефективно фирма достиже своју постављену мисију и циљеве.
- Линија производа: Анализа производа које је фирма произвела и колико су успешни на тржишту.[5]

### Конкуренти
Анализа конкурената узима у обзир позицију конкурента у оквиру индустрије и потенцијалну претњу коју може да представља другим фирмама. Главна сврха анализе конкурената је да анализира садашње и потенцијално стање и способности конкурента како би се одбранила од конкуренције. Анализа конкурената узима у обзир следеће критеријуме:
- Идентификацију конкурената: Предузећа треба да буду у стању да идентификују конкуренте у сопственој индустрији. Идентификација да ли конкуренти пружају исте услуге или производе истој циљној групи потрошача је корисна како би се стекло знање о директним конкурентима. Предузећа треба да препознају своје директне и индиректне конкуренте, као и потенцијалне будуће конкуренте.
- Процену конкурената: Анализа конкурената узима у обзир циљеве, мисију, стратегије и ресурсе конкурената. Ово обезбеђује детаљно поређење циљева и стратегија конкурената и организације.
- Предвиђање будућих иницијатива конкурената: Рани увид у потенцијалне активности конкурената помаже компанији да се одбрани од конкурената.[6]

### Потрошачи
Анализа потрошача мора бити обимна и сложена. Неке од значајнијих области које компанија анализира укључују:
- Демографију
- Оглашавање које је најподобније за демографију
- Величину тржишта и потенцијални раст
- Потребе и жеље потрошача
- Мотивацију за куповину производа
- Канале дистрибуције(малопродаја, продаја путем интернета, велепродаја, итд…)
- Количина и учесталост куповине
- Ниво прихода потрошача

### Пословни партнери
Пословни партнери су корисни за предузећа с обзиром да доприносе осмишљавању идеја, као и повећању шанси за стицање више пословних могућности. Типови пословних партнера су:
- Агенције: Агенције су посредници у пословном свету. Када је предузећу потребан професионалац у бранши, они се обраћају агенцији за запошљавање.[8]
- Добављачи: Добављачи обезбеђују сировине које су потребне како би се направили производи. Постоји 7 различитих типова добављача: произвођачи, продавци на велико, трговци, франшизери, увозници и извозници, самосталне занатлије и транспортери. Свака категорија добављача својим вештинама и искуством доприноси компанији.[9]
- Дистрибутери: Дистрибутери су значајни због тога што су „складишта за инвентар“. Дистрибутери могу да помогну у одржавању односа између произвођача као и односа између продаваца.[10]
- Сарадње: Пословни партнери деле средства и одговорности, омогућавајући нови извор капитала и вештина.[11]

Предузећа треба да буду у стању да спознају да ли пословни партнер поседује потребне способности да допринесе пословању као и анализу нивоa посвећености који је потребан за однос пословни партнер-предузеће.

### Клима
Како би се у потпуности разумела пословна клима и окружење, треба истражити и разумети многе факторе који утичу на пословање. Анализа пословне климе је позната и као ПЕСТ анализа . Типови пословне климе/окружења које предузећа треба да анализирају су:
- Политичко и регулаторно окружење: Анализа владиног утицаја на тржиште својим правилима и како би то утицало на производњу, дистрибуцију и продају производа и услуга.
- Економско окружење: Анализа трендова који се односе на макроекономију, као што су девизни курс и инфлација, доказано утичу на предузеће.[5]
- Друштвено/културно окружење: Тумачење друштвених трендова,[5]односно проучавање демографије, образовања, културе итд…
- Технолошка анализа: Анализа технологије служи за побољшањe старих рутина и за откривање нових метода трошковнe ефикасности. Како би остали конкурентни и стекли предност у односу на конкуренте, предузећа морају довољно да разумеју предности технологије.[12]

## СВОТ
Главни чланак: СВОТ анализа
СВОТ анализа је још једна метода у оквиру ситуационе анализе која испитује снаге и слабости компаније (интерно окружење) као и шансе и претње у оквиру тржишта (екстерно окружење). СВОТ анализа сагледава и тренутне и будуће ситуације. Она анализира тренутне снаге и слабости и тражи будуће шансе и претње. Циљ је побољшати снаге у што већој мери ,а истовремено отклонити слабости. Као будућа претња може се јавити потенцијална слабост док се будућа шанса може претворити у потенцијалну снагу. Ова анализа помаже компанији да осмисли план који ће јој помоћи да се припреми за бројне потенцијалне сценарије.

## Портеров модел пет сила
Портеров модел подразумева истраживање окружења у потрази за претњама конкурената и идентификовање проблема рано како би минимизирао претње које је конкурент наметнуо. Овај модел може да се примени на било који тип предузећа, од мањег до већег предузећа. Битно је узети у обзир да Портеров модел пет сила није само за предузећа, већ се може применити и на држави како би помогао да се стекне увид у стварање конкурентске предности на глобалном тржишту. 
Крајња сврха Портеровог модела пет сила је да помогне предузећима да упореде и анализирају своју профитабилност и положај у индустрији у односу на индиректну и директну конкуренцију.
- Претња уласка нових конкурената: Нови конкуренти утичу на профит компаније с обзиром да потрошачи имају већи избор.
- Преговарачка моћ купаца: Утицај компаније на купца да купи њихов производ или колико купац зависи од производа који компанија производи.
- Претња од производа или услуга супститута: Више од једне фирме производи сличан или исти производ или услугу.
- Преговарачка моћ добављача: Компаније су зависне од ресурса добављача како би створиле свој производ или услугу.
- Постојећа конкуренција: Ривали се боре за доминацију на тржишту, да остану у послу и максимизују профит.